# Влах, Пётр
Пётр Влах (рум. Petru Vlah; род. 13 июля 1970, Комрат, Молдавская ССР, СССР) — молдавский политик гагаузского происхождения, депутат Парламента Республики Молдова с 2010 по 2014 года. Являлся членом парламентской комиссии по правам человека и межэтническим отношениям.

## Биография
Родился 13 июля 1970 года в Комрате.
С 1985 по 1988 год учился в Военно-строительном училище в Ленинграде (ныне Санкт-Петербург). В 2008 году окончил юридический факультет Комратского государственного университета по специальности «юрист», а с 2010 года учится в Академии государственного управления при Президенте Республики Молдова.
С 1992 по 1996 год работал тренером по вольной борьбе в школе Комрата.
В 90-х годах был одним из активных участников криминальной группировки в Санкт-Петербурге, получив прозвище «Петя-паяльник», за своё пристрастие выбивать долги и бизнес их своих жертв при помощи паяльника. В 90-е был осуждён на 5 лет тюремного заключения за воровство в особо крупных размерах. После расстрела лидера ОПГ, в которую входил Пётр Влах, завязал с криминальным прошлым.
С 2003 по 2007 год был советником Муниципального совета Комрата. В 2004 году был вице-президентом Дирекции молодёжи и спорта АТО Гагаузия. В 2008 году был депутатом Народного Собрания Гагаузии, президентом Комиссии по делам молодёжи, спорта и туризма.
На парламентских выборах 30 ноября 2014 года он был включён в список кандидатов ЛДПМ на должность депутата на 39-м месте и не прошёл в парламент. На местных выборах 2015 года он баллотировался как независимый кандидат на должность советника Муниципального совета Комрата и, набрав 1,86 %, получил свой мандат.
В 2014 году президент Республики Молдова Николай Тимофти наградил его орденом «Gloria Muncii».

## Награды
- Орден «Трудовая слава» (23 июля 2014 года) — в знак высокой признательности за вклад в проведение реформ, основанных на европейских ценностях и стандартах, за особые заслуги в обеспечении ведения переговоров, подписания и ратификации Соглашения об ассоциации между Республикой Молдова и Европейским Союзом, оказание содействия в либерализации визового режима в государствах — членах ЕС и в Шенгенской зоне и активное участие в повышении престижа страны на международной арене[7]
- Орден «Содружество» (27 ноября 2014 года, Межпарламентская ассамблея СНГ) — за активное участие в деятельности Межпарламентской Ассамблеи и её органов, вклад в укрепление дружбы между народами государств — участников Содружества Независимых Государств[8]
- Почётная грамота Совета МПА СНГ (17 апреля 2014 года, Межпарламентская ассамблея СНГ) — за активное участие в деятельности Межпарламентской Ассамблеи и её органов, вклад в укрепление дружбы между народами государств — участников Содружества Независимых Государств[9]